# Elmar Walter
Elmar Walter (* 31. Januar 1979 in Traunstein) ist ein deutscher Musikwissenschaftler, Dirigent, Komponist und Musiker.

## Leben
Elmar Walter erhielt seinen ersten Musikunterricht im Alter von sechs Jahren. Seit 1992 spielt er Basstuba. Nach seiner Schulausbildung, die er 1997 mit der Fachhochschulreife abschloss, kam er als Wehrpflichtiger zum Heeresmusikkorps 12 in Veitshöchheim. Im Mai 1998 folgte seine Ernennung zum Soldat auf Zeit und die Versetzung zum Luftwaffenmusikkorps 1 in Neubiberg bei München. In dieser Zeit nahm er seine ersten Studien im Fach Basstuba bei Tom Walsh (Münchner Philharmoniker) am Richard-Strauss-Konservatorium München auf. Im Jahr 2000 immatrikulierte er sich an der Universität Mozarteum Salzburg und studierte bei Manfred Hoppert Basstuba. Von 2006 bis 2009 promovierte er dort in Musikwissenschaft. Am 11. März 2010 wurde ihm der Doctor of Philosophy für „Blas- und Bläsermusik. Musik zwischen Volksmusik, volkstümlicher Musik, Militärmusik und Kunstmusik“ (Tutzing 2011) verliehen. Parallel war Walter von Oktober 2004 bis September 2008 als Tubist und Registerführer im Gebirgsmusikkorps, das in Garmisch-Partenkirchen stationiert ist, eingesetzt.

## Wirken
Elmar Walter ist seit Oktober 2024 Studiengangsleiter und Dozent für Volksmusik an der Hochschule für Musik und Theater in München.
Seit 1. August 2024 ist er Schulleiter der Max-Keller-Schule, Berufsfachschule für Musik Altötting. Von 2022 bis 2024 war er an selber Stelle stellvertretender Schulleiter und Lehrer. Von 2008 bis 2022 war er Leiter der Abteilung Volksmusik des Bayerischen Landesvereins für Heimatpflege e. V., München. Unter anderem fungierte er dort als Redakteur der Zeitschrift „Volksmusik in Bayern“. Er verfasst außerdem Fachbeiträge mit den Themenschwerpunkten Musikwissenschaft, musikalische Volkskunde und Musikpädagogik. Darüber hinaus tritt er als Referent bei Fortbildungen, Lehrgängen und Arbeitskreisen auf. Sein Forschungsschwerpunkt liegt hier im Bereich traditioneller Popularmusik.
Aktuell ist er Mitglied des Grassauer Blechbläserensembles und des Festival Orchesters Immling. Darüber hinaus ist Elmar Walter als Dozent und Jurymitglied in verschiedenen Wettbewerben tätig.
Er leitet seit 2003 das semiprofessionelle Blasorchester Schabernack, mit dem er 2003 Vize-Europameister und 2006 Europameister der Böhmisch-Mährischen Blasmusik wurde.
Von 2010 bis 2012 hatte er die Leitung der Blaskapelle Jung-Traunwalchen inne. Im Anschluss daran gründete das Orchester einen eigenen Verein, der den Namen „Musikkapelle Nußdorf im Chiemgau“ trägt. Diesen dirigierte er seit der Gründung bis zum Jahr 2024.
Darüber hinaus ist er seit 2013 der Vorsitzende des Vereines Orff '95 e. V.
Aufgrund seiner Position beim Bayerischen Landesverein für Heimatpflege war er Mitglied im Musikbeirat des Bayerischen Staatsministeriums für Wissenschaft, Forschung und Kunst, außerdem Vorsitzender der „Arbeitstagung der hauptamtlichen, überregional tätigen Volksmusikpfleger und -forscher in Bayern“ und Vorsitzender des Arbeitskreises „Musikantenfreundliches Wirtshaus“.

## Preise und Auszeichnungen
Walter wurde durch den Verein Orff '95 e. V. mit der „Carl-Orff-Medaille“ geehrt, die ihm von Lieselotte Orff, der Witwe des Komponisten, im Jahr 2000 überreicht wurde. Am 10. Januar 2015 erhielt er den Förderpreis für Musik der Sudetendeutschen Landsmannschaft.

## Werke
Monographien (Auswahl)
- Blas- und Bläsermusik. Musik zwischen Volksmusik, volkstümlicher Musik, Militärmusik und Kunstmusik. Tutzing 2011.
- zusammen mit Griebel, Armin: 30 Jahre Forschungsstelle für Fränkische Volksmusik – Festschrift. Enthält die Vorträge zum 21. Seminar für Volksmusikforschung und -pflege in Bayern 2011 in Würzburg und zum Symposium Vom Umgang mit musikalischen Traditionen. 30 Jahre Forschungsstelle für Fränkische Volksmusik in Ansbach, 2011. Erschienen 2013

Aufsätze (Auswahl)
- 125 Jahre im Dienste der Musik. Die Obermüller Musikanten, in: Volksmusik in Bayern, 28. Jg., Heft 3, München 2011.
- 31 Jahre unterwegs … Die 4 Hinterberger Musikanten. Gratwanderung zwischen Traditionspflege und Kommerz, in: Volksmusik in Bayern, 28. Jg., Heft 2,München 2011.
- zusammen mit Heyl, Stephanie: Volksmusik. Wirklichkeiten – Wünsche – Perspektiven. 21. Seminar für Volksmusikforschung und -pflege vom 4. bis 6. Februar 2011 in Würzburg, in: Volksmusik in Bayern, 28. Jg., Heft 1, München 2011.
- Volksmusik in Bayern im Spannungsfeld zwischen Volksmusikforschung und Volksmusikpflege, dargestellt anhand von Beispielen, in: Nussbaumer, Thomas: Festschrift Josef Sulz, Innsbruck 2011.
- Musik im berühmtesten Wirtshaus der Welt, dem Münchener Hofbräuhaus, Vortrag bei der Tagung „München-Sound: Urbane Volkskultur und populäre Musik“, Tagungsband in Vorbereitung, herausgegeben von Institut für Volkskunde der Ludwig-Maximilian-Universität München und der Stadt München.
- Volksmusik und Blasmusik – passt das zusammen? In: Bayerische Blasmusik, 6/2009.

### Kompositionen (Auswahl)
Blasmusik
- Böhmische Riwanzl, Polka, Wertach Musikverlag, 2004.
- Doppelbock Polka, Bogner Musikverlag 2017
- Im Klosterstüberl, Walzer, Bogner Musikverlag 2017
- Bedingungslos, Walzer, Bogner Musikverlag 2016
- Magdalena Polka, Bogner Musikverlag 2016
- Bruder Johannes, Polka, Bogner Musikverlag 2017
- Erwartungen, Walzer, Bogner Musikverlag 2016
- Klosterbier Marsch, Bogner Musikverlag 2017
- Optimus Amicus, Bogner Musikverlag 2016[12]

Stücke für Saitenmusi’
- A Roas durch’n Chiemgau
- Am Kachelofen
- Am staad’n See
- An Schuasta Sepp seina
- Elisabeth-Landler
- Für d’Barbara
- Stefani Schottisch
- Zur recht’n Zeit
- Für a narrisch liabs Dirnei
- Für d’Marianne
- An Christei seina

### Verlegte Arrangements
- Ich und mein Leben (Komponist: Max Obermüller), Novas Musikverlag, 2011.
- Herbstfest-Polka (Komponist: Andreas Buchmeyer), Schorer Music Publishing, 2011.

### Diskographie (Auswahl)
- Eine musikalische Reise vom Chiemgau ins Berchtesgadener Land. Emacker Stubenmusi. Koch/Universal. 2001. (Steirische Harmonika)
- A zünftige Musi. Emacker Stubenmusi. Tyrolis. 2002. (Steirische Harmonika)
- Jung und Spritzig. Schabernack im 12er Pack. 2004. (Dirigent)
- Bubenstreiche. Schabernack im 12er Pack. 2006. (Dirigent)
- Gedankensprünge. Schabernack im 12er Pack. 2008. (Dirigent und Sänger)
- Egerländer Schmankerl. Schabernack im 12er Pack. Bogner Records. 2010. (Dirigent und Sänger)